# Audaz (2017)
Audaz (P-45) – patrolowiec pełnomorski Hiszpańskiej Marynarki Wojennej, piąta jednostka typu Meteoro. Zbudowany w stoczniach Navantia w San Fernando. Jest czwartym okrętem wojennym o tej nazwie.

## Zamówienie i budowa
W dniu 7 maja 2014 roku SEPI ogłosiło, że zatwierdzono budowę dwóch nowych jednostek, z których jedna zostanie zbudowana w stoczniach San Fernando / Puerto Real w Kadyksie, a druga w Ferrol. Pierwsze cięcie blach dla tych okrętów odbyło się jednocześnie w obu stoczniach w dniu 5 grudnia 2014 roku. Ustalono nazwy statków jako „Audaz” (P-45) i „Furor” (P-46).
29 kwietnia 2016 roku pierwszy blok okrętu został umieszczony na pochylni. 30 marca 2017 roku został zwodowany w stoczni San Fernando. Próby morskie przeprowadzono w Zatoce Kadyksu w dniach 15–21 maja 2018 roku. Do służby wszedł 27 lipca 2018 roku.

### Okręty typu Meteoro
- Meteoro (P-41)
- Rayo (P-42)
- Relámpago (P-43)
- Tornado (P-44)
- Furor (P-46)